# 15810 Arawn
15810 Arawn è un asteroide della fascia di Kuiper. Scoperto nel 1994, presenta un'orbita caratterizzata da un semiasse maggiore pari a 39,6902699 au e da un'eccentricità di 0,1235019, inclinata di 3,80189° rispetto all'eclittica. Essendo in risonanza orbitale 2:3 con Nettuno, è classificabile come plutino.
L'asteroide è dedicato all'omonima divinità dell'oltretomba della mitologia gallese.
Prima che la scoperta nel 2014 di 486958 Arrokoth portasse a preferire quest'ultimo, 15810 Arawn avrebbe dovuto essere l'obiettivo della missione New Horizons successivo al sorvolo di Plutone.
Uno studio del 2012, rafforzato da un successivo studio del 2016 basato sui dati raccolti con lo strumento LORRI della New Horizons, suggeriscono che 15810 Arawn sia un quasi-satellite di Plutone: ogni circa due milioni di anni, la sua orbita osservata dal pianeta nano assomiglierebbe ad una fitta spirale di una molla per quasi 350.000 anni. Secondo un altro studio invece l'avvicinamento a Plutone, ne perturberebbe periodicamente l'orbita senza però renderlo un quasi-satellite.